# Fredericktown (Maryland)
Ne doit pas être confondu avec Fredericktown (Missouri).

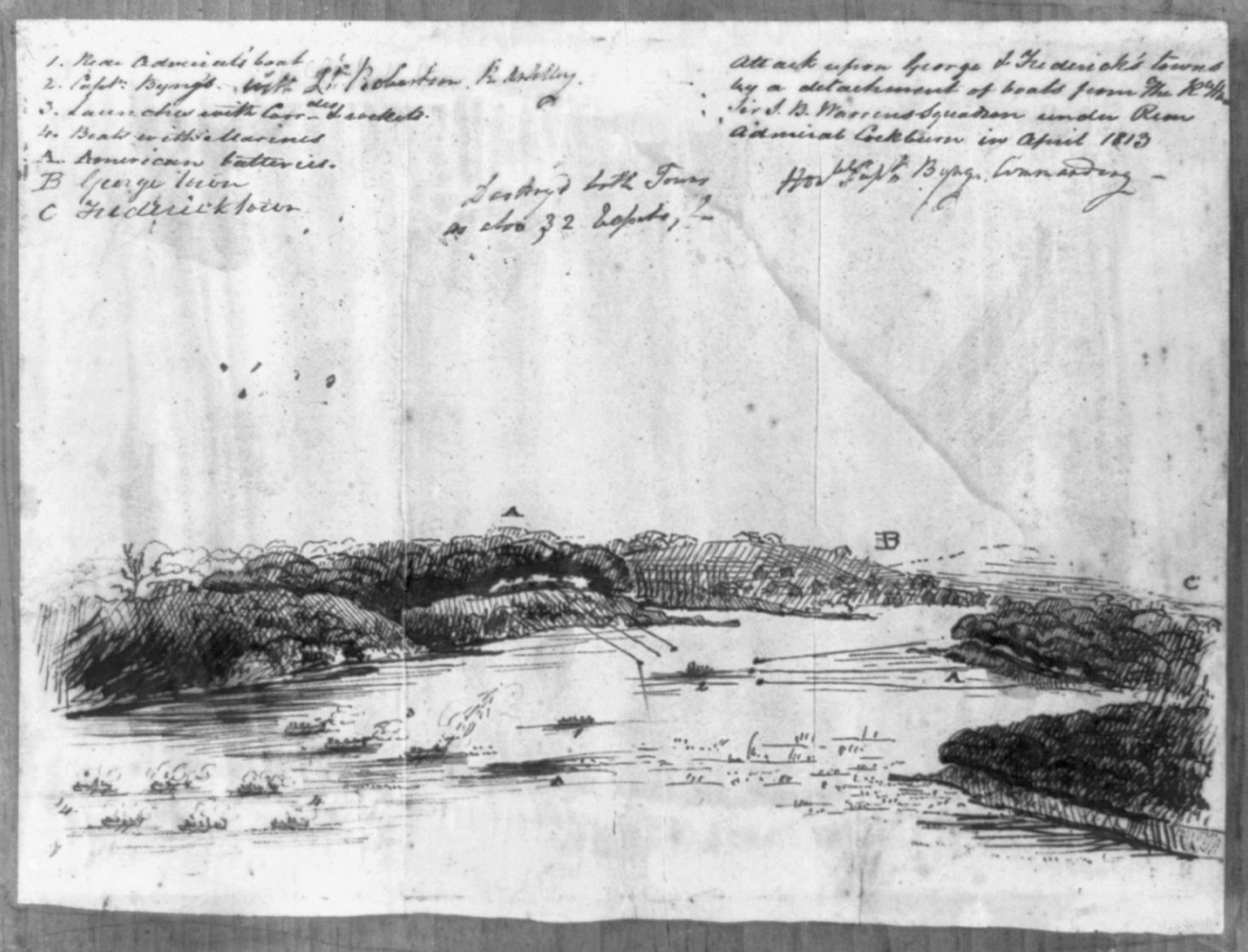
Attaque de Georgetown et de Frederiktown en avril 1813

Fredericktown est un secteur non constitué en municipalité dans le comté de Cecil au Maryland aux États-Unis.

## Histoire
Son origine date d'avant 1757 mais le village est détruit lors de la guerre anglo-américaine de 1812 et n'est reconstruit qu'en 1815.